# Johannes Serlachius
Johannes Serlachius, född 1658 i Särklax (därav namnet) i Nyland, död 1729, var en finländsk präst. Han var farbror till Karl Serlachius.
Serlachius prästvigdes 1681 i Uppsala, blev 1682 filosofie magister i Åbo och 1684 lektor i Viborg. Efter att som kyrkoherde i Kexholm 1710 och i Helsingfors 1713 ha fördrivits av ryssarna, flydde han till Sverige och erhöll 1715 Östra Husby pastorat i Linköpings stift. Han var riksdagsman 1686, 1713, 1723 och 1726. Han var en mycket fosterländskt sinnad man och ägde omfattande lärdom.